# Damion Lee
Damion Lee (Baltimore, Maryland, 21 de octubre de 1992) es un baloncestista estadounidense que pertenece a la plantilla de los Phoenix Suns de la NBA. Con 1,98 metros de estatura, juega en la posición de escolta.

## Trayectoria deportiva

### Universidad
Jugó cuatro temporadas con los Dragons de la Universidad Drexel, en la que promedió 16,2 puntos, 5,1 rebotes y 1,9 asistencias por partido. En su temporada júnior sufrió una grave lesión en el quinto partido de la temporada en el ligamento cruzado anterior, que le hizo perderse el resto de la temporada, pasando a ser redshirt. En su primera temporada fue elegido rookie del año de la Colonial Athletic Association, apareciendo en el segundo mejor quinteto de a conferencia en 2013, y en el mejor quinteto y el mejor quinteto defensivo en 2015.
El 30 de marzo de 2015 anunció que sería transferido para disputar su quinta temporada universitaria a los Cardinals de la Universidad de Louisville. Allí disputó su última temporada a las órdenes de Rick Pitino, en la que promedió 15,9 puntos, 3,9 rebotes y 3 asistencias, siendo incluido en el segundo mejor quinteto de la Atlantic Coast Conference por la prensa especializada, y en el tercero por los entrenadores.

#### Estadísticas
| Año     | Equipo     | PJ  | PT  | MPP  | %TC  | %3P  | %TL  | RPP | APP | ROB | TPP | PPP  |
| ------- | ---------- | --- | --- | ---- | ---- | ---- | ---- | --- | --- | --- | --- | ---- |
| 2011–12 | Drexel     | 36  | 35  | 28.9 | .454 | .375 | .773 | 4.4 | 1.7 | .8  | .3  | 12.0 |
| 2012–13 | Drexel     | 27  | 24  | 33.0 | .425 | .360 | .829 | 5.1 | 1.8 | .8  | .1  | 17.1 |
| 2013–14 | Drexel     | 5   | 5   | 26.8 | .370 | .273 | .864 | 4.2 | 2.2 | .6  | .2  | 13.0 |
| 2014–15 | Drexel     | 27  | 27  | 38.1 | .438 | .385 | .887 | 6.1 | 2.3 | 1.5 | .3  | 21.4 |
| 2015–16 | Louisville | 30  | 30  | 33.6 | .428 | .341 | .843 | 3.9 | 2.0 | 1.5 | .0  | 15.9 |
| Total   | Total      | 125 | 121 | 32.8 | .433 | .362 | .843 | 4.8 | 2.0 | 1.1 | .2  | 16.1 |

### Profesional
Tras no ser elegido en el Draft de la NBA de 2016, fue invitado por los Miami Heat a participar en las Ligas de Verano de la NBA, disputando once partidos en los que promedió 7,4 puntos y 2,0 rebotes. El 26 de septiembre fichó por los Boston Celtics, pero fue despedido tras jugar dos partidos de pretemporada. El 31 de octubre fue adquirido por los Maine Red Claws de la NBA D-League como jugador afiliado de los Celtics. Jugó 16 partidos como titular, en los que promedió 17,8 puntos y 6,3 rebotes, hasta que en enero fue despedido tras una importante lesión que le dejaría fuera el resto de la temporada.
En agosto de 2017 fue traspasado a los Santa Cruz Warriors.
El 13 de marzo de 2018 firmó contrato por 10 días con Atlanta Hawks. Debutó ese mismo día ante Oklahoma City Thunder, logrando 13 puntos, 4 rebotes y 2 asistencias en 17 minutos de juego.
El 14 de julio de 2018 firmó un contrato dual con los Golden State Warriors y su filial en la G League, los Santa Cruz Warriors.
El 16 de junio de 2022 se proclama campeón de la NBA por primera vez en su carrera, tras vencer a los Celtics en la Final (4-2).
El 1 de julio de 2022 firma un contrato por un año con Phoenix Suns. Tras ampliar su contrato, durante la pretemporada siguiente se lesionó el menisco derecho y tuvo que someterse a una cirugía, que le hizo perderse entera la temporada 2023-24.
El 3 de julio de 2024 renueva por una temporada con los Suns.

## Estadísticas de su carrera en la NBA
|  | Denota temporada en la que ganó un campeonato de la NBA |

### Temporada regular
| Año     | Equipo       | PJ  | PT | MPP  | %TC  | %3P  | %TL  | RPP | APP | ROB | TPP | PPP  |
| ------- | ------------ | --- | -- | ---- | ---- | ---- | ---- | --- | --- | --- | --- | ---- |
| 2017-18 | Atlanta      | 15  | 11 | 26.9 | .408 | .250 | .759 | 4.7 | 1.9 | 1.3 | .1  | 10.7 |
| 2018-19 | Golden State | 32  | 0  | 11.7 | .441 | .397 | .864 | 2.0 | .4  | .4  | .0  | 4.9  |
| 2019-20 | Golden State | 49  | 36 | 29.0 | .417 | .356 | .873 | 4.9 | 2.7 | 1.0 | .1  | 12.7 |
| 2020-21 | Golden State | 57  | 1  | 18.9 | .467 | .397 | .909 | 3.2 | 1.3 | .7  | .1  | 6.5  |
| 2021-22 | Golden State | 63  | 5  | 19.9 | .441 | .337 | .880 | 3.2 | 1.0 | .6  | .1  | 7.4  |
| 2022-23 | Phoenix      | 74  | 5  | 20.4 | .442 | .445 | .904 | 3.0 | 1.3 | .4  | .1  | 8.2  |
| 2024-25 | Phoenix      | 25  | 0  | 5.8  | .365 | .243 | .952 | .8  | .4  | .2  | .0  | 3.3  |
| Total   | Total        | 315 | 58 | 19.6 | .433 | .374 | .881 | 3.2 | 1.3 | .6  | .1  | 7.8  |

### Playoffs
| Año   | Equipo       | PJ | PT | MPP  | %TC  | %3P  | %TL   | RPP | APP | ROB | TPP | PPP |
| ----- | ------------ | -- | -- | ---- | ---- | ---- | ----- | --- | --- | --- | --- | --- |
| 2022  | Golden State | 16 | 0  | 7.8  | .382 | .250 | .667  | 1.6 | .4  | .1  | .0  | 2.0 |
| 2023  | Phoenix      | 8  | 0  | 11.1 | .300 | .200 | 1.000 | 1.4 | .6  | .3  | .0  | 2.1 |
| Total | Total        | 24 | 0  | 8.9  | .352 | .226 | .800  | 1.5 | .5  | .1  | .0  | 2.0 |

## Vida personal
El 18 de septiembre de 2018 se casó con Sydel Curry, quien jugó al voleibol de forma amateur en la Universidad de Elon (Carolina del Norte) y es hija del antiguo jugador de la NBA Dell Curry y hermana de los también baloncestistas de la NBA Stephen Curry y Seth Curry.